# طی
طَی یا طایی (به عربی: طیء) بزرگترین قبیله عرب است. عرب قحطانی و یمنی‌تبار است. اهل این قبیله را طایی می‌خوانند. آوازه طی تا به آن جا است که در پارسی از باب اطلاق جزء به کل، عرب را طایی یا تازی می‌گویند. طاییان بیش‌تر این آوازه را وام‌دار یکی از بزرگان اشان به نام حاتم اند. نیز طاییان نسب به سبأ بن یشجب می‌رسانند و خود را میراث‌دار تمدن سبا می‌دانند. قبیله بني لام  عبدالخان و قبیله بنی طرف از دودمان این تیره در خوزستان، نسب خود را به این قبیله می‌رسانند.

## پیشینه
نسب‌دانان عرب، نیاکان قبیله را تا آدم ابوالبشر چنین آورده‌اند: طیء ابن ادد بن زید بن یشجب (عمرو) بن عریب (مالک) بن زید بن کهلان بن سبأ بن یشجب بن یعرب ابن قحطان بن عابر (هود پیامبر) بن شالخ بن نحشد بن سام بن نوح پیامبر بن لمک بن متوشلخ بن اخنوخ بن لیارد بن مهلائیل بن قینان بن أنوش بن شیث بن آدم
قبیله‌ی طی، مانند بسیاری دیگر از قبیله‌های جنوبی، پیش از ظهور اسلام، به شمال کوچ کرده بودند و در شمال یثرب و در نزدیکی دومت الجندل، تیما و سکاکه جاگیر شده بودند.
در آستانه‌ی ظهور اسلام، حاتم پسر عبدالله بزرگ قبیله بود. حاتم گذشته از شاعری به جوانمردی آوازه داشت و نیز در بخشندگی در میان عرب مثال بود. آوازه‌ی حاتم نام قبیله‌اش را نیز بزرگ کرد. در میان طاییان اگرچه برخی کیش ترسایی یا یهودی داشتند، اما بیش‌تر ایشان بت‌پرست بودند. گفته‌اند که حاتم مسیحی بود. بت نامدار طی، فُلس بود.
پس از فتح مکه به دست مسلمانان، بسیاری از قبیله‌های عرب به اسلام گرویدند. اما طاییان همچنان بر کیش پیشینیان بودند. در این هنگام بزرگ قبیله، عدی پسر حاتم بود که مانند پدر خود مسیحی بود. او بعد تر در شمار نزدیک‌ترین یاران علی پسر ابی‌طالب درآمد.

## افراد سرشناس

### گذشته
- حاتم طایی، شاعر
- حمید بن قحطبه الطائی، والی خراسان در دوره‌ی خلافت عباسی به هنگام خلافت هارون الرشید و مامون
- عدی بن حاتم، از یاران علی، امام اول شیعیان
- زید الخیر، از صحابه محمد پیامبر اسلام
- داوود طائی، یکی از چهار پیر طریقت تصوف
- ابوتمام حبیب بن اوس الطایی،
- عامر بن حسان الطایی، از یاران حسین بن علی
- ایاس بن طائی آخرین پادشاه لخمی‌ها در حیره بود.

### معاصر
- علی الطائی، شاعر ایرانی اهل خوزستان
- اسماعیل عیسی الطائی، از نویسندگان عراقی
- ملا علی خان عرب پور از شخصیت‌های با نفوذ این تیره در دوره ی پهلوی ایران

## در ادبیات فارسی
بلاجوی راه بنی طی گرفت /بکشتن جوانمرد را پی گرفت.

سعدی